# Viola maoershanensis
Viola maoershanensis är en violväxtart som beskrevs av Y.S.Chen och Q.E.Yang. Viola maoershanensis ingår i släktet violer, och familjen violväxter. Inga underarter finns listade i Catalogue of Life.